# منطقة مانبوري
مانبوري رمزها «MP» (بالإنجليزية: Mainpuri)‏ ، هو تقسيم إداري لدولة الهند تتبع ولاية أتر برديش (بالإنجليزية: Uttar  Pradesh)‏ ، مركزها هو مدينة مانبوري (بالإنجليزية: Mainpuri)‏ عدد سكانها حسب تعداد سنة 2001 هو 1,592,875 ، مساحتها 2,760 كم² وكثافة السكان 577 لكل كم² .